# Strigatella amaura
| Strigatella amaura                                                   | Strigatella amaura |
| -------------------------------------------------------------------- | ------------------ |
|                                                                      |                    |
| Caparazón de Strigatella amaura (lectotipo del MNHN, París)          |                    |
| Clasificación científica                                             |                    |
| Dominio:                                                             | Eukaryota          |
| Reino:                                                               | Animalia           |
| Filo:                                                                | Mollusca           |
| Clase:                                                               | Gastropoda         |
| Subclase:                                                            | Caenogastropoda    |
| Orden:                                                               | Neogastropoda      |
| Familia:                                                             | Mitridae           |
| Subfamilia:                                                          | Strigatellinae     |
| Género:                                                              | Strigatella        |
| Especie:                                                             | S. amaura          |
| Nombre binomial                                                      |                    |
| Strigatella amaura (Hervier, 1897)                                   |                    |
| Sinónimos                                                            |                    |
| - Mitra (Nebularia) amaura Hervier, 1897 - Mitra amaura Hervier,1897 |                    |

Strigatella amaura es una especie de caracol marino perteneciente a la familia de caracoles mitra, Mitridae.

## Descripción
La longitud de caparazón puede alcanzar 22.2 mm.

## Distribución
Esta especie marina se halla frente a las costas de Nueva Caledonia y las Islas Lealtad.